# آب‌انبار محله مشایخ
آب‌انبارمحله مشایخ مربوط به دوره متاخر اسلامی دوره قاجار است و در میبد، محله مشایخ، کوچه شهید کمال جعفریان، بعد از مسجد، ساباط سوم واقع شده و این اثر در تاریخ ۱۵ دی ۱۳۸۷ با شمارهٔ ثبت ۲۴۳۴۹ به‌عنوان یکی از آثار ملی ایران به ثبت رسیده است.